# ピロール尿症
ピロール尿症（pyroluria。ピロルリア）は、不適切なヘモグロビン合成により体内でピロールが過剰なレベルになるという仮説の疾患である。カール・ファイファーは、統合失調症患者のポルフィリン症を形成し、ヒトの尿中に大量のピロールとポルフィリンが排泄される急性間欠性ポルフィリン症に似ている症状であると信じている。ピロール尿症はビタミンB6と亜鉛を枯渇させるとされる。正常生体分子精神医療（Orthomolecular psychiatry）は、ピロール尿症がADHD、アルコール中毒、自閉症、うつ病、ダウン症、躁鬱病、統合失調症、セリアック病、癇癪、精神疾患の診断に関係しているのではないかと根拠なしに主張している。ファイファーの方法は、厳密に検証されていないし、ピロールが統合失調症に関連しているとは考えられていない。健常者と統合失調症患者の尿中にヘモピロール（hemopyrrole）とクリプトピロール（kryptopyrrole）のどちらも検出できなかった複数の報告があり、これらの化学物質と精神疾患との間には何の関連もないことが見出された。医療専門家であるなら、現代の医学文献にピロール尿症の記事はほとんどないことが分かるだろうし、そのアプローチ方法は「でっち上げ」と小児科医で著者であるジュリアン・ハーバーに指摘されている。尿中のクリプトピロールは空気に触れることで瞬時に変性してしまい生化学測定装置では検出できないことも上げられ、複数の否定する報告に関しては疑問の声もあげられる。さらにピロール尿症を呈するようアドレノクロムを経口摂取するさいに、アドレナリンの化合物を摂取して測定していたことが後々カール・ファーファーに指摘されて、研究者はピロールを検出できない誤実験だと認識していることは大題的には公表されていない。
なお、現在、ビタミンB6と亜鉛の減少が見られる統合失調症として、ペントシジン蓄積が見られるカルボニルストレスが疑われている (統合失調症) 。